# Perxe de la Placeta
El Perxe de la Placeta és una obra d'Ascó (Ribera d'Ebre) inclosa a l'Inventari del Patrimoni Arquitectònic de Catalunya. Està situat entre la plaça de la Placeta i el carrer de Baix. Els perxes són trams de carrer coberts mitjançant embigats amb arcades de pedra que es van formar al créixer les cases damunt dels carrers.

## Descripció
Constituïa una porta de separació entre la Vila de Dins, on s'hi concentrava la comunitat morisca, i la Vila de Fora, habitada per comunitat cristiana. El perxe es troba construït a la planta baixa d'un edifici de pedra i tàpia situat de forma perpendicular a la resta d'edificacions del carrer. Està suportat amb pilars de pedra col·locats a cada extrem de la cara nord. Part de l'embigat del sostre s'ha substituït per un de nou de formigó.

## Història
Fins a les darreries del segle xvi Ascó estava dividit en dos nuclis totalment independents l'un de l'altre, els moriscs i els cristians. Cada comunitat es regia per les seves pròpies lleis, costums i religió. Per això, la Vila de Dins, la mahometana, tenia portes, els anomenats "perxes" que la separaven de la Vila de Fora i que també facilitaven la comunicació interna.